# أحمد عبد الله واييل
أحمد عبد الله واييل (بالصومالية: Axmed Cabdullaahi Waayeel)‏ سياسي صومالي ووزير التربية والتعليم في الحكومة الاتحادية الانتقالية كان أحد الوزراء الثلاثة الذين قضوا في تفجير فندق شامو 3 ديسمبر 2009.

## خلفية
أسس مدرسة الإمام الشافعي في العاصمة الصومالية مقديشو في ثمانينيات القرن الماضي، وشغل منصب المدير فيها، ويعتبر رائدا في مجال التعليم الأهلي بعد انهيار الحكومة الفيدرالية، كما كان من ضمن مؤسسي مظلة التعليم الأهلي في الصومال FPENS، حصل على البكالوريوس من الجامعة الوطنية الصومالية، وحصل على الماجستير من جامعة سودانية، عينه الرئيس الصومالي شريف شيخ أحمد وزيرا للتربية والتعليم، في 21 فبراير 2009، يقول الشيخ محمد إدريس عنه «أحمد واييل كان مناضلا سعى لبناء قواعد التعليم في البلد الذي شهد انهيارا، وحربا أهلية مدة 20 عاما، وعمل مع رفاقه على إنشاء مؤسسة الشافعي التعليمية التي تعد اليوم أشهر مؤسسة تعليمية في القرن الأفريقي».

## وفاته
توفي الوزير أحمد عبد الله واييل بجانب وزير الصحة قمر آدم علي ووزير التعليم العالي البروفيسور إبراهيم حسن عدو في التفجير الانتحاري الذي استهدف فندق شامو في العاصمة الصومالية مقديشو 3 ديسمبر 2009، خلال حفل تخرج طلبة كلية الطب بجامعة بنادر. 
بعد وفاته أطلق اسمه على إحدى مدارس العاصمة الصومالية مقديشو تكريمًا له.

## روابط خارجية
مقابلة مع أحمد واييل